# Петар Кумурджиєв
Петар Кумурджиєв (нар. 15 грудня 1981, Бургас, Болгарія) — болгарський футболіст, півзахисник софійського «Академіка».